# 金子正且
金子 正且（かねこ まさかつ、1918年6月7日 - 2007年11月21日）は、日本の映画プロデューサー。群馬県出身。

## 経歴
1946年に京都帝国大学卒業と同時に東宝撮影所へ入社。戦争中は一度退社し、宇部興産（現・UBE）に勤務する。戦後再び東宝に入社するが、東宝争議で藤本真澄とともに再び退社し、藤本プロを経て1957年に東宝へ契約者として三たび入社し、並木透の名前で原作や脚本を手掛けた。しかし藤本の死で独立し、銀座の名画座「並木座」の代表取締役、ヨコハマ映画祭の審査委員長を務めた。

## 作品
- プーサン
- 妻の心
- 結婚のすべて
- 小早川家の秋
- 江分利満氏の優雅な生活（1963年）
- けものみち（1965年）
- 女の中にいる他人（1966年）
- 伊豆の踊子（1967年）
- なつかしき笛や太鼓
- 乱れ雲
- あにいもうと
- 続・何処へ